# بيتر كيلر
بيتر كيلر (بالألمانية: Peter Keller)‏ (22 يونيو 1961 تسفيكاو ألمانيا - ) هو لاعب كرة قدم ألماني يلعب كمدافع.

## روابط خارجية
- بيتر كيلر على موقع قاعدة بيانات كرة القدم.إي يو (الإنجليزية)
- بيتر كيلر على موقع بيانات كرة القدم. دي إي (الألمانية)
- بيتر كيلر على موقع عالم كرة القدم.نت (الإنجليزية)